# Tricalysia
Tricalysia is een geslacht uit de sterbladigenfamilie (Rubiaceae). De soorten komen voor in tropisch en zuidelijk Afrika en op Madagaskar.

## Soorten
- Tricalysia achoundongiana Robbr., Sonké & Kenfack
- Tricalysia aciculiflora Robbr.
- Tricalysia acocantheroides K.Schum.
- Tricalysia allocalyx Robbr.
- Tricalysia ambrensis Ranariv. & De Block
- Tricalysia amplexicaulis Robbr.
- Tricalysia analamazaotrensis Homolle ex Ranariv. & De Block
- Tricalysia angolensis A.Rich. ex DC.
- Tricalysia anomala E.A.Bruce
- Tricalysia atherura N.Hallé
- Tricalysia bagshawei S.Moore
- Tricalysia biafrana Hiern
- Tricalysia bifida De Wild.
- Tricalysia boiviniana (Baill.) Ranariv. & De Block
- Tricalysia bridsoniana Robbr.
- Tricalysia capensis (Meisn. ex Hochst.) Sim
- Tricalysia congesta (Oliv.) Hiern
- Tricalysia coriacea (Benth.) Hiern
- Tricalysia cryptocalyx Baker
- Tricalysia dauphinensis Ranariv. & De Block
- Tricalysia delagoensis Schinz
- Tricalysia elegans Robbr.
- Tricalysia elliottii (K.Schum.) Hutch. & Dalziel
- Tricalysia fangana (N.Hallé) Robbr.
- Tricalysia faranahensis Aubrév. & Pellegr.
- Tricalysia ferorum Robbr.
- Tricalysia fililoba K.Krause
- Tricalysia gilchristii Brenan
- Tricalysia griseiflora K.Schum.
- Tricalysia hensii De Wild.
- Tricalysia humbertii Ranariv. & De Block
- Tricalysia idiura N.Hallé
- Tricalysia ignota Bridson
- Tricalysia jasminiflora (Klotzsch) Benth. & Hook.f. ex Hiern
- Tricalysia kivuensis Robbr.
- Tricalysia landanensis R.D.Good
- Tricalysia lasiodelphys (K.Schum. & K.Krause) A.Chev.
- Tricalysia ledermannii K.Krause
- Tricalysia lejolyana Sonké & Cheek
- Tricalysia leucocarpa (Baill.) Ranariv. & De Block
- Tricalysia lineariloba Hutch.
- Tricalysia longipaniculata R.D.Good
- Tricalysia longituba De Wild.
- Tricalysia madagascariensis (Drake ex Dubard) A.Chev.
- Tricalysia majungensis Ranariv. & De Block
- Tricalysia micrantha Hiern
- Tricalysia microphylla Hiern
- Tricalysia niamniamensis Schweinf. ex Hiern
- Tricalysia obanensis Keay
- Tricalysia obstetrix N.Hallé
- Tricalysia okelensis Hiern
- Tricalysia oligoneura K.Schum.
- Tricalysia orientalis Ranariv. & De Block
- Tricalysia pallens Hiern
- Tricalysia pangolina N.Hallé
- Tricalysia parva Keay
- Tricalysia patentipilis K.Krause
- Tricalysia pedicellata Robbr.
- Tricalysia pedunculosa (N.Hallé) Robbr.
- Tricalysia perrieri Homolle ex Ranariv. & De Block
- Tricalysia potamogala N.Hallé
- Tricalysia pynaertii De Wild.
- Tricalysia repens Robbr.
- Tricalysia reticulata (Benth.) Hiern
- Tricalysia revoluta Hutch.
- Tricalysia schliebenii Robbr.
- Tricalysia semidecidua Bridson
- Tricalysia soyauxii K.Schum.
- Tricalysia subsessilis K.Schum.
- Tricalysia sylvae Robbr.
- Tricalysia tinagoensis Elmer
- Tricalysia trachycarpa Robbr.
- Tricalysia vadensis Robbr.
- Tricalysia vanroechoudtii (Lebrun ex Van Roech.) Robbr.
- Tricalysia velutina Robbr.
- Tricalysia verdcourtiana Robbr.
- Tricalysia wernhamiana (Hutch. & Dalziel) Keay
- Tricalysia yangambiensis (N.Hallé) Robbr.
- Tricalysia zambesiaca Robbr.

... · 
Afrocanthium · 
Asperula (Bedstro) · 
Atractocarpus · 
Belonophora · 
Bouvardia · 
Breonadia · 
Byrsophyllum · 
Callipeltis · 
Cephalanthus (Kogelbloem) · 
Chassalia · 
Cinchona · 
Coffea (Koffie) · 
Coprosma · 
Cruciata · 
Deppea · 
Galium (Walstro) · 
Gardenia · 
Genipa · 
Morinda · 
Nertera · 
Pentas · 
Plocama · 
Portlandia · 
Psydrax · 
Richardia · 
Rothmannia · 
Rubia · 
Rutidea · 
Rytigynia · 
Sabicea · 
Sarcocephalus · 
Sericanthe · 
Sherardia · 
Spermacoce · 
Tarenna · 
Tricalysia · 
Uncaria · 
Vangueria · 
Virectaria ·  
Wendlandia · 
...